# Barnästjärnen
Barnästjärnen är en sjö i Dorotea kommun i Lappland och ingår i Ångermanälvens huvudavrinningsområde. Sjön har en area på 0,0979 kvadratkilometer och ligger 270 meter över havet.

## Delavrinningsområde
Barnästjärnen ingår i det delavrinningsområde (713970-151637) som SMHI kallar för Utloppet av Ormsjön. Medelhöjden är 275 meter över havet och ytan är 7,59 kvadratkilometer. Räknas de 62 avrinningsområdena uppströms in blir den ackumulerade arean 779,03 kvadratkilometer. Bergvattenån (Fjällån) som avvattnar avrinningsområdet har biflödesordning 4, vilket innebär att vattnet flödar genom totalt 4 vattendrag innan det når havet efter 228 kilometer. Avrinningsområdet består mestadels av skog (67 procent). Avrinningsområdet har 1,7 kvadratkilometer vattenytor vilket ger det en sjöprocent på 22,4 procent.